# Équidé disparu
 (juin 2022).
Si vous disposez d'ouvrages ou d'articles de référence ou si vous connaissez des sites web de qualité traitant du thème abordé ici, merci de compléter l'article en donnant les références utiles à sa vérifiabilité et en les liant à la section « Notes et références ».

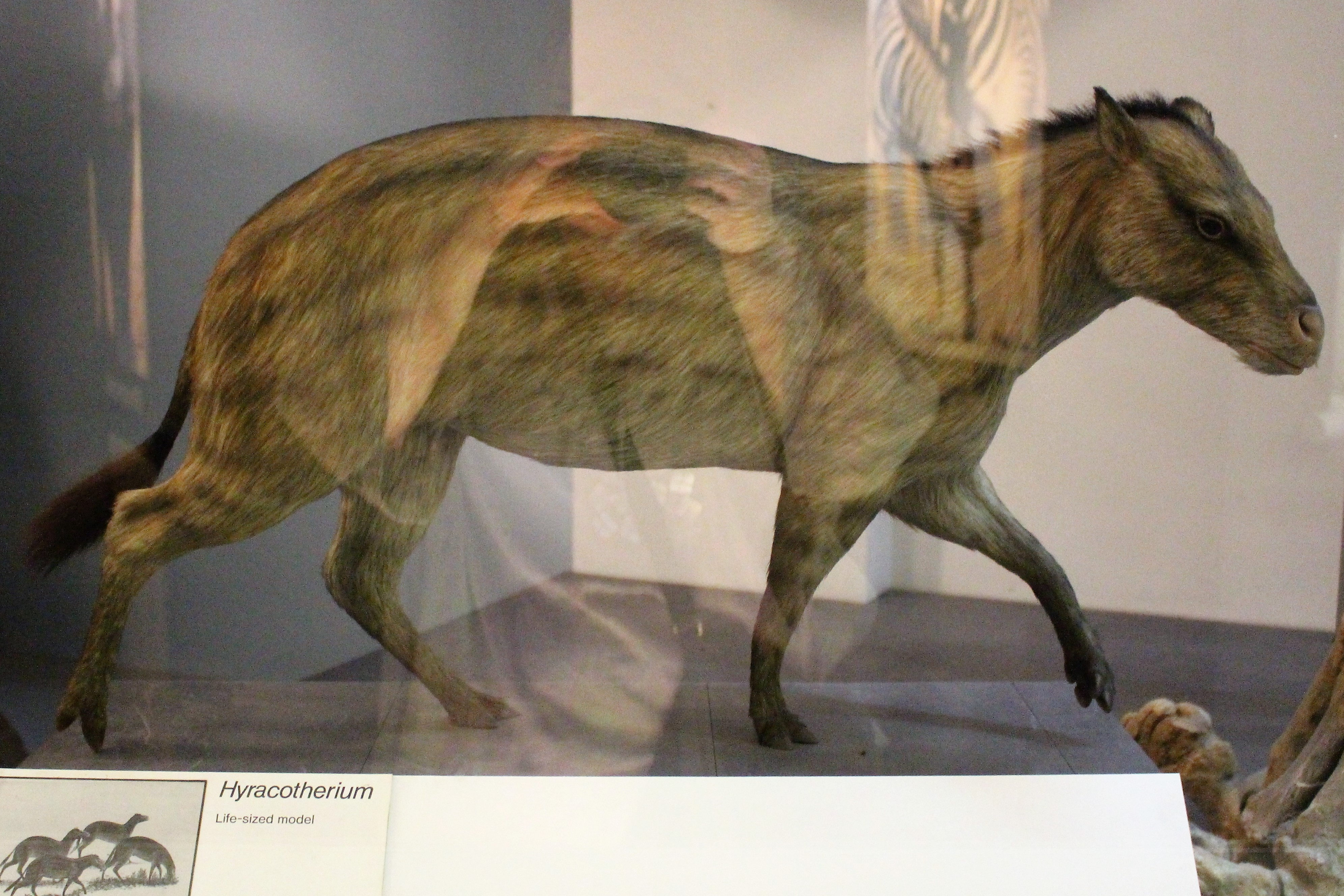
Reconstitution d’Hyracotherium.

Un équidé disparu est une race ou une espèce de la famille des Equidae qui n'existe plus. De nombreux équidés (cheval, âne et zèbre) ont disparu à toutes les époques, que ce soient les équidés préhistoriques du fait de l'évolution, les zèbres du fait de la chasse ou les différentes races de chevaux et d'ânes domestiques élevées selon les besoins des hommes, et dont les disparitions peuvent avoir des causes multiples.

## Équidés préhistoriques disparus
Au cours de leur évolution, les équidés préhistoriques qui ne pouvaient pas s'adapter à leur milieu (les forêts se changeaient peu à peu en steppes) se sont éteints pour aboutir à la survie du genre Equus, ou cheval moderne. On ne sait pas quand la différenciation avec l'âne et le zèbre s'est faite.

### Liste des équidés préhistoriques disparus
- Anchitherium
- Cheval de Solutré
- Eohippus
- Dinohippus
- Hipparion
- Hydrontin
- Hyracotherium
- Merychippus
- Mesohippus
- Miohippus
- Orohippus
- Pliohippus

## Équidés sauvages modernes disparus
Les chevaux authentiquement sauvages ont tous disparu à une époque ou une autre. Deux espèces ou races de chevaux sauvages modernes sont clairement identifiées. L'une d'elles est le Tarpan des steppes qui vivait au nord de la mer Noire, et qui fut découvert en 1769 par un explorateur allemand puis exterminé par les colons russes. Le dernier tarpan forestier, qui vivait lui dans les forêts de ce qui est aujourd'hui la Pologne, disparut en 1887 au zoo de Munich.
Le cheval de Przewalski, deuxième cheval authentiquement sauvage, fut découvert en 1881 en Mongolie et abusivement tué pour les zoos qui désiraient s'approprier des spécimens. Les différentes traques aboutissaient à la mort de plusieurs chevaux pour la capture d'un seul individu et l'espèce disparut à l'état sauvage à la fin des années 1960. Depuis, les zoos ont lancé un programme de réintroduction du Przewalski dans son milieu naturel.
Parmi les zèbres, le Quagga, une race d'Afrique du Sud qui avait la particularité de ne posséder des rayures que sur le haut du corps, s'éteignit à la fin du XIXe siècle, victime d'une chasse intensive par les colons Boers.

## Races domestiques modernes disparues par interruption d'élevage
L'une des causes principales de disparition d'une espèce chevaline est la fermeture ou la reconversion des élevages faute de demande. En effet, le cheval étant un animal domestique subordonné à l'homme et dépendant des besoins de celui-ci, lorsqu'une race chevaline est élevée pour un besoin particulier et que ce besoin disparaît, la race est fortement menacée de disparition elle aussi.
L'exemple le plus classique est celui des chevaux de trait. Les ancêtres des chevaux de trait furent les montures des chevaliers sur les champs de bataille, des animaux massifs capable de supporter le poids de leur cavalier et des armures. Avec l'arrivée de la poudre à canon, la chevalerie lourde n'eut plus de raisons d'être et les montures des chevaliers furent reconvertie à la traction et aux travaux des champs.
L'arrivée du tracteur dans les années 1950 sonna le glas de nombreuses races de chevaux de trait. Les races survivante ne durent, paradoxalement, leur survie qu'aux besoins des boucheries chevalines. Le modèle de ces chevaux de trait, autrefois musclé, puissant et adapté à la traction, s'alourdit pour devenir celui de « bêtes à viande ».

## Races disparues par fusion ou par absorption dans une autre
Certaines races sont parfois « fusionnées » ou « absorbées » par une autre, pour des raisons d'harmonisation ou de proximité morphologique. C'est le cas du Cheval de trait Nivernais qui, dans les années 1950, fut désigné comme une « sous-race du Percheron » et intégré au registre de race de ce dernier, ou encore des différentes races de « demi-sang » françaises qui furent toutes fusionnées en 1958 pour former une unique race française, le Selle français.

## Liste des races chevalines disparues
- Amourski ou Poney de Mandchourie
- Angevin
- Ardennais baltique
- Berrichon
- Bidet breton
- Bidet de Cornouailles
- Bitugue ou Bityug
- Bourbonnais
- Bourguignon
- Cayuse (cheval)
- Charentais
- Charolais
- Cheval de Chapman
- Cheval de la mer Noire
- Cheval du Cap
- Cheval des Dombes
- Cheval noir des Flandres
- Ferghana
- Genêt d'Espagne
- Haretard ou Cheval Lorrain
- napolitain
- Nivernais
- Old English Black
- Poney celte
- Poney Galloway
- Rottaler
- Tarpan
- Trait du Cap
- Trotteur baltique
- Trotteur Norfolk
- Turkoman
- Vendéen
- Voronej, Voronezh Coach ou Woronej
- Waler